# Berti Breuer-Weber
Berti Breuer-Weber (* 4. August 1911 in Bad Kreuznach; † 29. Januar 1989 in Göttingen) war eine deutsche Autorin und Grafikerin. Sie illustrierte und verfasste Bilder- und Kinderbücher, die in Millionenauflagen erschienen und weltweit in 13 Sprachen übersetzt wurden.

## Leben und Wirken
Berti Breuer-Weber war die Tochter des Lederfabrikanten Ernst Carl Weber und dessen Ehefrau Agnes Weber. Schon von früher Kindheit an äußerte sich ihre zeichnerische Begabung, die von den Eltern gefördert wurde. Ihr Talent wurde jedoch entscheidend im Kunstunterricht an der Städtischen Frauenoberschule von Bad Kreuznach (heute Lina Hilger-Gymnasium) gefördert. Genannte Bildungseinrichtung wurde einige Jahre vorher von einer weiteren bedeutenden Bad Kreuznacher Kinderbuchillustratorin besucht, von Marianne Schneegans. Lina Hilger, die Schuldirektorin der Frauenoberschule, protegierte die Veröffentlichung von Berti Webers Jahresarbeit in der Oberprima, die 1931 im Selbstverlag der Städtischen Frauenoberschule veröffentlicht wurde: Hunsrücksprüche, gesammelt, ausgesucht und illustriert von Berti Weber.
Nach einem Grafik-Studium an der Kunstakademie Düsseldorf übersiedelte Weber nach München. Dort war die Künstlerin freischaffend tätig. 1937 verließ sie mit ihrem Mann, dem Kunstmaler Josef Breuer, die Bayerische Landeshauptstadt und zog in den Hunsrück zurück. Von 1950 bis 1988 wohnte Breuer-Weber auf dem Asterstein bei Koblenz. Das letzte Lebensjahr verbrachte sie wieder auf dem Hunsrück.
Eine Anzahl von ihr illustrierter und getexteter Bücher erschienen im Georg Fischer Verlag in Wittlich, im W. Fischer-Verlag in Göttingen sowie im Franz Schneider Verlag und im Pestalozzi-Verlag. Auch illustrierte und textete sie für die Bilderbuchreihe "Die bunte Kiste Scholz Monatsbilderbuch", die in den Jahren 1947 bis ca. 1954 erschien.

## Ehrungen
2011 wurde im Bad Kreuznacher Neubaugebiet im "Rheingrafenblick" eine Straße, in unmittelbarer Nähe der Schneegansstraße, nach ihr benannt und am 12. März 2013 offiziell eingeweiht.

## Werke (Auswahl)
- Hunsrücksprüche. Bad Kreuznach 1931.
- Wir besuchen heute fleißige Handwerker. Wittlich, Fischer, o. J. [1939] (Erntekranz-Bilderbuch, 31).
- Hurra, wir gehn zur Schule. Wittlich, Fischer, 1940 (Erntekranz-Bilderbuch, 33).
- Aschenputtel. Ein liebes altes Märchen der Gebrüder Grimm. Wittlich o. J. [1940].
- Hokuspukus, wir zaubern. Göttingen 1965.
- Wir spielen Indianer. Göttingen 1966.
- Lustige Spielereien. Göttingen 1969.
- Kunterbunte Sachen zum Lesen und Lachen. Göttingen 1972.
- Das kleine alte Auto und das rosarote Haus. Göttingen 1973.
- Lustige Geschichten. Göttingen 1975.
- Bär und Hase gehen in die Schule und andere Geschichten. Göttingen 1976.
- Geschichten für das ganze Jahr. Göttingen 1979.
- Reise um die halbe Welt. Göttingen 1979.
- Wenn dem Esel zu wohl wird. Göttingen 1980.
- Wer zuletzt lacht, lacht am besten. Göttingen 1991.
- Spielen und basteln. Göttingen o. J.

## Ausstellungen
2001 gedachte die Stadtbibliothek Bad Kreuznach in einer Sonderausstellung  des Lebens und Wirkens der Künstlerin.